# クリスティアン・アウグスト (プファルツ＝ズルツバッハ公)

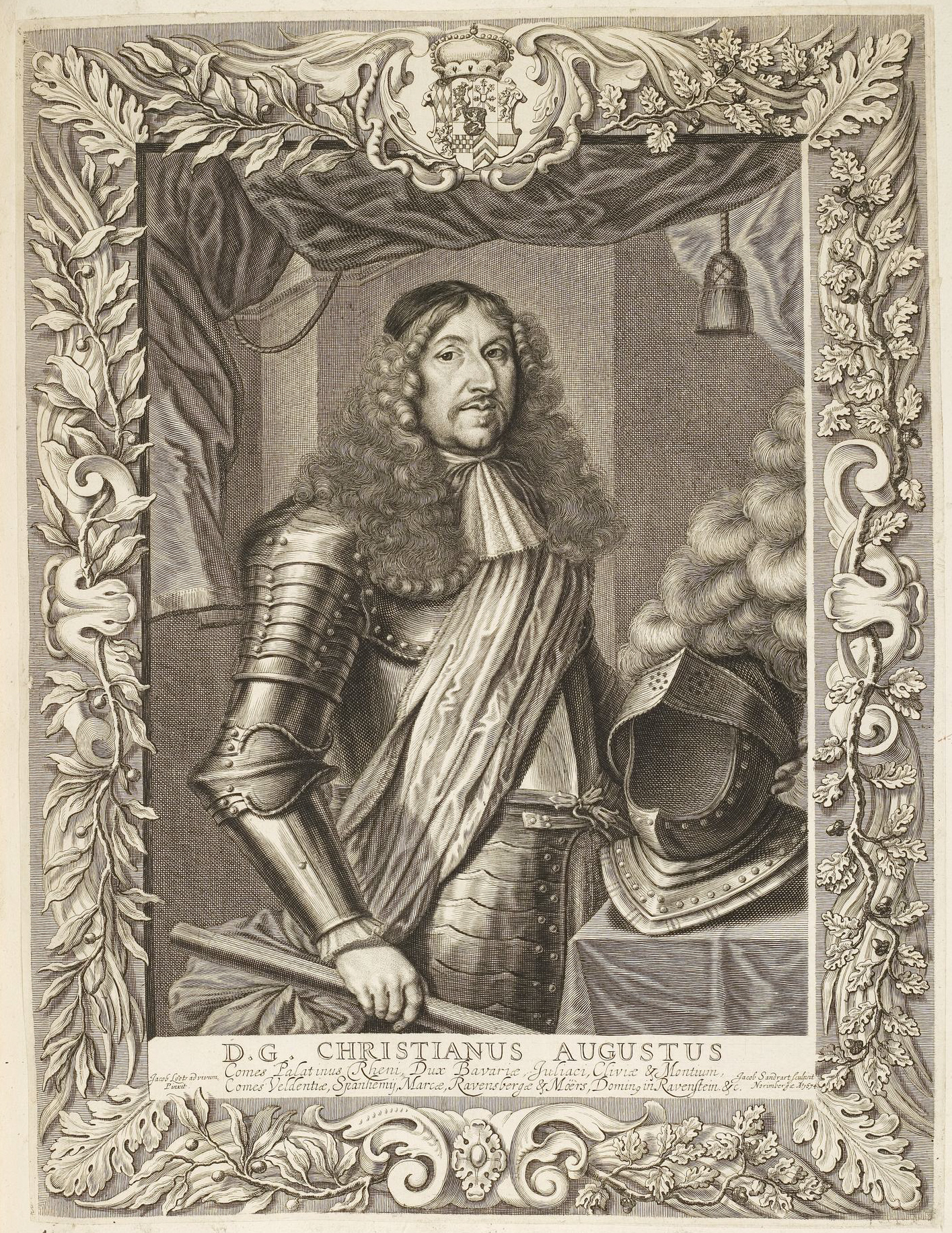
プファルツ＝ズルツバッハ公クリスティアン・アウグスト

クリスティアン・アウグスト（Christian August, Herzog von Pfalz-Sulzbach, 1622年7月26日 - 1708年4月23日）は、プファルツ＝ズルツバッハ公。アウグスト公とシュレースヴィヒ＝ホルシュタイン＝ゴットルプ公ヨハン・アドルフの娘ヘートヴィヒの子。
寛容な政策を執り、個々の宗教の信仰を認めたり、シムルタネウムを導入したり、1666年にユダヤ人が定住するのを認め、印刷業を設立した。
1708年死去。遺体はズルツバッハ＝ローゼンベルクの聖マリア教会に埋葬された。

## 子女
1649年にナッサウ＝ジーゲン伯ヨハン7世の娘アマーリエと結婚。
- マリア・ヘートウィヒ・アウグステ（1650年 - 1683年） - 前方オーストリア大公ジギスムント・フランツと結婚、ザクセン＝ラウエンブルク公ユリウス・フランツと再婚[3]。
- アマーリエ・ゾフィー（1651年 - 1721年） - 修道女[3]
- ヨハン・アウグスト・ヒール（1654年 - 1658年）[3]
- クリスティアン・アレクサンダー・フェルディナント（1656年 - 1657年）[3]
- テオドール・オイスタッハ（1659年 - 1732年）- プファルツ＝ズルツバッハ公[3]